# San Antonio, Xicotepec
San Antonio är en ort i Mexiko.   Den ligger i kommunen Xicotepec och delstaten Puebla, i den sydöstra delen av landet, 160 km nordost om huvudstaden Mexico City. San Antonio ligger 676 meter över havet och antalet invånare är 383.
Terrängen runt San Antonio är lite bergig. Runt San Antonio är det ganska tätbefolkat, med 149 invånare per kvadratkilometer. Närmaste större samhälle är Xicotepec de Juárez, 9,9 km väster om San Antonio. I omgivningarna runt San Antonio växer i huvudsak städsegrön lövskog.